# Абросимово (Вязниковский район)
Абросимово — деревня в Вязниковском районе Владимирской области России, входит в состав муниципального образования «Посёлок Никологоры».

## География
Деревня расположена в 9 километрах на запад от центра поселения рабочего посёлка Никологоры и в 30 километрах на юго-запад от райцентра Вязников.

## История
В конце XIX — первой четверти XX века деревня входила в состав Воскресенской волости Судогодского уезда, с 1926 года — в составе Вязниковского уезда. В 1859 году в деревне числилось 6 дворов, в 1905 году — 35 дворов, в 1926 году — 45 дворов.
С 1929 года деревня являлась центром Абросимовского сельсовета Вязниковского района, с 1935 года — в составе Галкинского сельсовета Никологорского района, с 1963 года — в составе Вязниковского района, с 2005 года — в составе муниципального образования «Посёлок Никологоры».

## Население
| 1859 | 1905 | 1926 | 2002 | 2010 | 2021 |
| ---- | ---- | ---- | ---- | ---- | ---- |
| 54   | ↗185 | ↗251 | ↘20  | ↘8   | ↗11  |

## Инфраструктура
Личное подсобное хозяйство с зоной сельскохозяйственного использования, индивидуальная застройка усадебного типа.

## Транспорт
Ближайшая остановка общественного транспорта «Матюкино» находится примерно в 1 км к югу. 